# Kentaró Hajaši
Kentaró Hajaši (* 29. srpen 1972) je bývalý japonský fotbalista.

## Klubová kariéra
Hrával za Tokyo Verdy, Vissel Kobe, Ventforet Kofu.

## Reprezentační kariéra
Kentaró Hajaši odehrál za japonský národní tým v roce 1995 celkem 2 reprezentační utkání.

## Statistiky
| Japonsko | Japonsko | Japonsko |
| Roky     | Záp.     | Góly     |
| -------- | -------- | -------- |
| 1995     | 2        | 0        |
| Celkem   | 2        | 0        |